# 浪越鷹太郎
浪越 鷹太郎（なみこし たかたろう、1872年〈明治5年〉3月5日 - 没年不明）は、日本の政治家、実業家、香川県多額納税者。南海舎密工業社長。仁尾塩田専務取締役。讃岐米肥料取締役。

## 経歴
香川県三野郡仁尾村、浪越家の長男。1896年、村会議員に当選する。1898年、家督を相続する。農会長としてその創設当初より多年に及び郡農会代議員、評議員等を歴任する。1907年、仁尾村長に就任する。

## 人物
農業を営み、傍ら会社の重役であった。貴族院多額納税者議員選挙の互選資格を有した。住所は香川県三豊郡仁尾町。

## 家族・親族
浪越家
- 父・道治郎[4]あるいは直治郎[1][7]
- 妻・マサ（1877年 - ?、香川、鳥取治郎八の長女）[4]
- 長女・マスエ（1895年 - ?、香川、鳥取義兵の妻）[4]
- 二女・アイ（1905年 - ?、香川、三宅徳三郎の妻）[4]
- 養子・義一（1905年 - ?、四女・房永の夫、香川、西脇和光の二男）[4]
- 三女・久榮（1907年 - ?、香川、入江勤の妻）[4]
- 長男・守雄（1906年[8] - ?、農業、1941年に家督を相続[8]）
  - 同妻・静子（1910年 - ?、香川、守谷房之進の三女）[8]

親戚
- 鳥取治郎八（地主、香川県多額納税者）
- 鳥取為三郎（地主、香川県多額納税者、仁尾塩田、讃岐煉瓦各取締役[5]）
- 鳥取柔三郎（讃岐農工銀行監査役）